# 姜秀云
姜秀云（1968年—），辽宁東港人，女，汉族，中华人民共和国政治人物、第十二届全国人民代表大会辽宁地区代表。
毕业于北京工商大学会计学专业。2013年，被选为全国人大代表。2016年因涉嫌贿选被认定当选无效。